# Metopius carinatus
Metopius carinatus là một loài tò vò trong họ Ichneumonidae.